# Brad Bellick

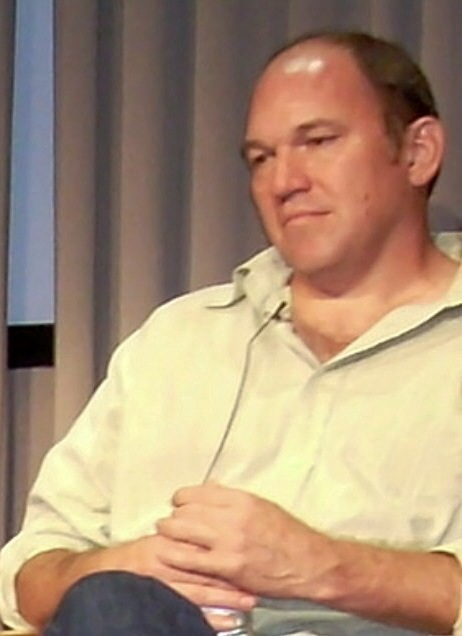
Fotografía del actor Wade Williams

Bradley "Brad" Bellick es un personaje de ficción de la serie de televisión estadounidense de FOX, Prison Break interpretado por el actor Wade Williams.
Bellick siempre quiso ser guardia de prisión. Se empleó en Fox River poco después de graduarse en el instituto y ahí ha permanecido trabajando desde entonces. Debido a su creencia de que el castigo es el objetivo principal de la prisión y no la rehabilitación, ha tenido varios enfrentamientos con el alcalde Henry Pope (Stacy Keach) que no siempre está de acuerdo con sus métodos. No obstante, Pope continua dándole responsabilidades con la intención de que le suceda cuando él se retire.
La edad de Bellick, a juzgar por sus palabras en "The Killing Box", es de unos 40 años. Cuando el abogado de Bellick le indica que la fiscalía le ofrece 25 años si se declara culpable, él se queja de que cuando salga de la cárcel tendrá cerca de 65 años.

## Apariciones
Como uno de los principales personajes de las serie, ha aparecido en casi todos los episodios. Fue presentado en el episodio "Pilot" como Capitán Brad Bellick, el jefe de los guardias en la Penitenciaría Estatal Fox River. En la segunda temporada su papel cambia al igual que lo hace el argumento de la serie al trasladarse fuera de los muros de la prisión, permitiéndole así permanecer como uno de los principales personajes.

## Primera temporada
Bellick tiene un largo historial de corrupción y abuso de presos. Ha llegado a un acuerdo con John Abruzzi (Peter Stormare), quien era un jefe de la mafia antes de su encarcelamiento, por el cual, a cambio de un pago mensual, le permite tener el control de la Industria de la Prisión (IP).
En el episodio retrospectivo "Brother's Keeper", se desvela que Bellick se encuentra actualmente rehabilitado del abuso de sustancias y estuvo encaprichado de la actual doctora de la prisión, Sara Tancredi (Sarah Wayne Callies).
Debido a la visita que Nika Volek (Holly Valance) hace a Michael Scofield (Wentworth Miller) y su conexión con él, Bellick va en busca de ella y la encuentra en un club que él frecuenta. Entablan conversación y comienza a interrogarla. Bellick le revela quien es y, bajo la amenaza de denunciarla a inmigración, consigue averiguar su trato con Michael. Posteriormente intenta perturbar a Michael insultando a Nika delante de él.
Durante la noche de la fuga, Bellick descubre el hoyo cavado por Michael y los miembros de la IP para el plan inicial de escape. Antes de poder dar la voz de alarma, es atacado, atado y amordazado por Charles Westmoreland (Muse Watson), aunque este último termina con una herida durante el forcejeo, la cual resultará fatal. Bellick queda atrapado en el túnel bajo la caseta de los guardias y es testigo de excepción de la fuga. Tras ser encontrado, jura vengarse de los escapados.

## Segunda temporada
Bellick continua a la caza de los escapados durante la noche y el siguiente día. Se resiente por la llegada del agente del FBI, Alexander Mahone (William Fichtner), y su implicación en la persecución. Luego, en el segundo episodio de la temporada, Bellick es despedido por un comité de conducta debido al testimonio del guarda Roy Geary (Matt DeCaro). Bellick vuelve a su casa donde, abatido, piensa en suicidarse, pero se detiene cuando su madre le anuncia que se ha establecido una recompensa por la captura de "los ocho de Fox River".
En los siguientes episodios, vemos como Bellick ha formado equipo con Geary para capturar a los fugados. Al descubrir que se dirigen a Utah en busca del dinero de Westmoreland, su objtetivo también cambia. Tras su fallida captura de Michael Scofield y Lincoln Burrows (Dominic Purcell) in "First Down", Bellick y Geary dejan temporalmente la persecución. Sin embargo, cuando conocen la localización de los fugitivos, se encaminan hacia allá y se encuentran con que el dinero ha sido desenterrado. Luego descubren que T-Bag (Robert Knepper) se llevó el dinero.
Tras una larga sesión de tortura a T-Bag, Bellick y Geary recuperan la llave de una taquilla donde T-Bag escondió el dinero. Luego Bellick es traicionado por Geary, quien se lleva el dinero. En "Bolshoi Booze", Bellick llama a Geary desde el hospital de Wichita (Kansas) por su teléfono móvil y promete vengarse. Dicha amenaza grabada en el buzón de voz se convierte en una de las pruebas que llevan a su arresto por el asesinato de Geary. Luego es condenado y enviado a Fox River con una sentencia de 25 años. Allí, es mezclado con los reclusos ordinarios, entre ellos Avocado, quien consiguió que Tweener (Lane Garrison) fuera trasladado a su celda en los últimos episodios de la primera temporada. En el episodio "John Doe", se muestran los problemas que Bellick tiene con sus nuevos compañeros en Fox River, en particular con Banks (Lester Speight). Golpea a Banks, lo que resulta ser una muy mala idea debido a los contactos que Banks tiene con los guardas nocturnos. Bellick por la noche es sacado de su celda.
En el siguiente episodio, Bellick vuelve a formar parte de la trama principal. Mientras se encuentra en la enfermería con la cara golpeada, Trumpets (Anthony Fleming) le advierte que los presos seguirán abusando de él debido a su estatus anterior como guarda. Bellick le pide a la enfermera Katie que le deje pasar la noche en la enfermería y ella acepta. Posteriormente, el agente Mahone llega a Fox River, por primera vez desde que la búsqueda de los presos se inició, para conseguir de Bellick información sobre Sara Tancredi. Bellick ayuda a descifrar el código que Michael utiliza para comunicarse con Sara, consistente en los títulos de los capítulos del libro de Alcohólicos Anónimos. Como recompensa, pide a Mahone ser transferido a Máxima Seguridad. Luego, en "Chicago", Mahone vuelve y le dice que puede sacarlo de la prisión mediante una vista de habeas corpus si accede a ayudarle a cazar a Charles "Haywire" Patoshik, que había matado a un hombre en Wisconsin en el episodio previo. Bellick consigue acorralar a Haywire y le da alcance en un silo. Entonces Mahone se sube al silo y habla con Haywire y le convence para que salte.
Un impacientado Bellick irrumpe en la oficina de Mahone en "Wash" reclamando su recompensa por la captura de Haywire. Mahone amenaza con matarle si vuelve a venir a su oficina otra vez, aunque luego le encarga que encuentre a Fernando Sucre (Amaury Nolasco), que ha huido a México. Tras sobornar al primo de Sucre en prisión, Manche, diciéndole que le transferírá a una prisión de mínima seguridad si le indica su paradero, Bellick toma un avión a México donde casualmente también va a bordo T-Bag. Finalmente, Bellick consigue capturar a Sucre. Sin embargo, Sucre le dice que T-Bag y los cinco millones de dólares se encuentran en la ciudad y Bellick le pide que le lleve al dinero, ya que tiene retenida a la novia de Sucre, Maricruz, escondida en un lugar con comida suficiente para solo tres semanas. Consiguen encontrar a T-Bag en la ciudad de Panamá. Allí dan con Michael, quien se une en la persecución de T-Bag. Acorralan a T-Bag en una habitación, pero después Sucre descubre a una prostituta asesinada en otra habitación donde les dice que tiene el dinero, son engañados por T-Bag que huye dejando a Michael, Sucre y Bellick atrapados. Michael y Bellick consiguen forzar la puerta y abrirla. Sin embargo, Bellick es alcanzado por un disparo en la pierna y luego erróneamente arrestado por el asesinato de la prostituta que T-Bag había matado. Bellick es luego trasladado de una prisión panameña y es descubierto por Michael en Sona, apaleado y en trusa en el suelo, a los pies de un enorme preso, presumiblemente el que le ha dejado en trusa .

## Tercera temporada
En la tercera parte de la serie, Brad Bellick se encuentra en la prisión panameña de Sona, inculpado por un asesinato que no cometió, junto a Michael Scofield, Alex Mahone y Theodore "T-Bag" Bagwell. 
Al comienzo Bellick es maltratado, anda sin vestimenta y no le permiten alimentarse. Transcurridos los capítulos, Bellick logra superar esto ya que le aporta información al Lechero, el líder que dirige, controla y hace lo que se le antoja en la cárcel. Después entra en el plan de fuga de Michael, para ser traicionado por este, quedándose en Sona sin poder revelar información de los planes o paradero de Scofield.

## Cuarta temporada
En la cuarta temporada de la serie, Bellick se reencuentra con Scofield, Sucre, Mahone, Lincoln Burrows y la doctora Tancredi con el fin de recuperar las tarjetas que contienen Scylla, ayuda a los demás a encontrarlas, aunque se muestra bastante pesimista con respecto a la misión que les encomienda el Agente Especial Don Self, con el propósito final de la libertad a cambio de cumplirla.
Bellick tiene disputas continuas con Scofield, Sucre y Burrows, pero con menos importancia que en anteriores temporadas, en una de esas misiones deben hacer un agujero en la tubería por donde pasa todo el suministro de agua de los Ángeles, la situación se pone tensa y Bellick, en un intento heroico, cumple la misión a cambio de su vida, capítulos más tarde vemos flashback's de los demás personajes recordándolo, y despidiéndolo en su ataúd antes de llevarlo a Chicago, donde le espera su madre.